# Klaus Nomi
Klaus Nomi, ursprungligen Klaus Sperber, född 24 januari 1944 i Immenstadt im Allgäu, Tyskland, död 6 augusti 1983 i New York, USA, var en tysk kontratenor.
Han var känd för sin ovanliga sångröst och sina bisarra scenframträdanden. Nomis kännetecken var hans teatrala framträdanden, hans tunga smink, konstiga frisyr och ovanliga dräkter. De flesta av hans låtar var synthbaserade tolkningar av klassisk opera och covers av 60-talspoplåtar som Chubby Checkers "The Twist" samt Lou Christies "Lightning Strikes".

## Liv och uppväxt
Nomi föddes Immenstadt im Allgäu i Tyskland. På 1960-talet arbetade han på Deutsche Oper i Västberlin. Han sjöng även operaarior på  gayklubben Kleist Kasino i Västberlin.
Han flyttade från Västberlin till New York i mitten på 1970-talet. Där umgicks han i konstkretsarna runt East Village. Enligt Horns dokumentärfilm tog Nomi sånglektioner medan han livnärde sig som konditor.  
Nomi avled 1983 i New York av AIDS.

## Karriär
Efter att ha träffats i en nattklubb anställde David Bowie Nomi och Joey Arias som back-upsångare och klädrådgivare för ett framträdande i Saturday Night Live som sändes den 14 december 1979.  Nomi samarbetade också med producenten Man Parrish. I 1981 års rockdokumentär Urgh! A Music War kan man se Nomis framförande av Total Eclipse.

## Influens och kulturell signifikans
Filmmregissörer som Andrew Horn och författare som Jim Fouratt ser Nomi som en viktig del av 1980-talets East Village-krets som var ett centrum för den tidens punkrock, konst, musik och avant-garderörelser. Även om Nomis arbete inte nått stor nationell framgång har han en lojal beundrarskala, främst i New York och Frankrike.
Andrew Horns dokumentär från 2004 om Nomi's life (The Nomi Song) som släpptes via Palm Pictures hjälpte till att skapa ett förnyat intresse kring sångaren, bland annat genom en konstutställning tillägnat honom i San Francisco vid New Langton-galleriet. Nomis influens kan också räknas via de referenser och hyllningar till honom i senare artisters arbeten.
Morrissey använde Nomilåten "Wayward Sisters" som en introduktion innan han klev på scen vid sina konserter under hans Kill Uncle-turné. Morrissey inkluderade dessutom Nomi låt "Death" i en samling av inflytelserika sånger han gjorde vid namn "Under the Influence".  
Den österrikiske kompositören Olga Neuwirth skrev en "Hommage à Klaus Nomi" för kontratenorröst och kammarorkestrar.
En fiktiv version av Klaus Nomi är med i ett dubbelavsnitt i den animerade tv-serien The Venture Bros.  I avsnittet ifråga har han rollen som  David Bowies livvakt (vid sidan av Iggy Pop, en annan Bowie-kollaboratör). "Klaus" anfaller i första delavsnittet sina motståndare med en mycket högtonad sång samt sin kända enorma fluga som spinner iväg som ett vapen mot antagonisterna. I den andra delen av dubbelavsnittet tycks "Klaus" ha dött efter att ha förrått Bowie så att han kunde bli medhjälpare till en skurk vid namn The Phantom Limb.
Nomis kända tolkning av Lesley Gores hit "You Don't Own Me" från 1964 används ibland i The Rush Limbaugh Show som "Gay Update Theme".

## Diskografi

### Album
- 1981 – Klaus Nomi
- 1982 – Simple Man
- 1983 – Encore
- 1986 – In Concert

### Singlar
- 1981 – You Don't Own Me / Falling in Love Again
- 1982 – Nomi Song / Cold Song
- 1982 – Lightning Strikes / Falling in Love Again
- 1982 – Simple Man / Death
- 1982 – Ding Dong  / ICUROK
- 1998 – Za Bak Daz / Silent Night

### Filmframträdanden
- 1982 – Urgh! A Music War
- 1979 – Long Island Four